# Rejon Kemin
Rejon Kemin (kirg. Кемин району; ros. Кеминский район) – rejon w Kirgistanie w obwodzie czujskim. W 2009 roku liczył 44 118 mieszkańców (z czego 85,5% stanowili Kirgizi, 10,8% – Rosjanie, 1,2% – Kazachowie) i obejmował 11 071 gospodarstw domowych. Siedzibą administracyjną rejonu jest Kemin.